# 珀魯 (麻薩諸塞州)
珀魯（英語：Peru）是一個位於美國麻薩諸塞州伯克夏縣的鎮。

## 人口
根據2020年美國人口普查的數據，珀魯的面積為67.40平方千米，當中陸地面積為67.10平方千米，而水域面積為0.30平方千米。當地共有人口814人，而人口密度為每平方千米12人。